# Going Kronos
| Årets häst       |                |                 |
| 2005             | 2006           | 2007            |
| Järvsöfaks       | Going Kronos   | Commander Crowe |
| Jan-Olov Persson | Lutfi Kolgjini | Petri Puro      |

Going Kronos, född 18 maj 2003 i Italien, är en italiensk varmblodig travhäst. Han tränades och kördes av Lutfi Kolgjini.
Going Kronos tävlade åren 2006–2008. Han sprang in 6,7 miljoner kronor på 40 starter varav 21 segrar, 7 andraplatser och 1 tredjeplats. Han tog karriärens största segrar i Långa E3 (2006), Jägersros Stora Treåringspris (2006) och Ina Scots Ära (2007). Han kom även på andraplats i Italienska Derbyt (2006), Jubileumspokalen (2007) och Sundsvall Open Trot (2007) samt på tredjeplats i Oslo Grand Prix (2008).
Han utsågs till "Årets Häst" 2006.
Han deltog i 2008 års upplaga av Elitloppet på Solvalla, och kom på femteplats i finalen.
Han slog världsrekord på 1000-metersbana för 3-åriga travhästar på Gävletravet den 18 augusti 2006 när han segrade på tiden 1.10,4 över sprinterdistans. I starten före det hade han segrat på den snabbaste segertiden någonsin i Jägersro Stora Treåringspris med vinnartiden 1.10,8 över sprinterdistans. Detta är fortfarande (2017) löpningsrekord i loppet. Sedan 2009 års upplaga av loppet är Jägersros Stora Treåringspris även uppkallat efter rekordinnehavaren Going Kronos och går under namnet Premio Going Kronos.
Efter karriären har han varit avelshingst. Hans vinstrikaste avkomma är Dante Boko (2010). Han har även lämnat efter sig stjärnhästar som Boys Going In (2010), Archangel Am (2010), Springover (2011) och Spoil Me (2012).